# Ibn Tunart
Ne doit pas être confondu avec Ibn Toumert.
Ibn Tunart  ou Ibn Tunirt , de son nom complet Abu Abdullah Muhammad ibn Ja'far al-Qaysi, naquit en 1085 à la Kalâa des Beni Ḥammad. Il étudia à Béjaïa  puis à Cordoue. Il devient plus tard enseignant et juge à Fès. Il meurt dans cette même ville en 1172,.

## Œuvre
Ibn Tunart rédige une sorte de lexique ou dictionnaire arabo-berbère connu sous le nom de Kitāb Al-asmā’ (le livre des noms). Il n'existe que des copies de cette œuvre, retrouvée dans l'aire de locution berbérophone de la variante chleuh (au Maroc), la plus ancienne est datée de 956 H./1549 (sous la côte ms. Or 23.333 à Leiden). 
Le constat est que le lexique du manuscrit appartient en majorité au chleuh, parlé dans le sud-ouest du Maroc. On retrouve cependant des termes appartenant à d’autres variétés et spécifiques parfois à une aire particulière ou même restreints à des parlers particuliers en Algérie, :
- tagsturt, agstur = sabre : attesté selon Naït-Zerrad uniquement en chaoui des Aurès, en Algérie ;
- iddw = singe : que l'auteur atteste au Maroc central et en Kabylie ;
- aflɣad = chauve sur le devant de la tête : que Naït-Zerrad n'atteste que dans une partie de la Kabylie.

Le manuscrit contient des termes qui ne semblent plus vivants dans les parlers actuels comme asarn = prophètes ; imrran = maris.
La ressemblance au chleuh moderne de certains termes est due à l'altération copiste à partir du XVIe siècle et diffère probablement de l'orthographe d'origine des termes médiévaux (XIe siècle). Le dictionnaire d'Ibn Tunart a d'ailleurs été compilé en 1145 soit avant la conquête de sa région par les almohades, ce qui rend plus probable une récupération et une altération de ce dictionnaire par des locuteurs du chleuh à des époques plus récentes au niveau des quatre copies disponibles de ce texte qui sont postérieures de plusieurs siècles à l'oeuvre originale.